# Ihor Małysz
Ihor Anatolijowycz Małysz, ukr. Ігор Анатолійович Малиш (ur. 15 lipca 1983) – ukraiński piłkarz, grający na pozycji pomocnika, a wcześniej obrońcy.

## Kariera piłkarska

### Kariera klubowa
Wychowanek klubu Kowel-Wołyń Kowel, barwy którego bronił w juniorskich mistrzostwach Ukrainy (DJuFL). W 2000 rozpoczął karierę piłkarską w drużynie Podilla Chmielnicki, po czym powrócił do Wołyni Łuck. Na początku 2004 wyjechał do Białorusi, gdzie przez dwa lata bronił barw klubu Nieman Grodno. Latem 2006 został piłkarzem Obołoni Kijów, w składzie której 17 października 2009 debiutował w Ukraińskiej Premier-Lidze w meczu z Dynamem Kijów (1:2). W lutym 2010 podpisał kontrakt z Zakarpattia Użhorod. Po zakończeniu sezonu 2010/2011 zmienił klub na Krymtepłycia Mołodiżne. W styczniu 2012 wyjechał za granicę, gdzie został piłkarzem izraelskiego Maccabi Petach Tikwa. Latem powrócił do Ukrainy, gdzie w sezonie 2012/13 bronił barw Awanhardu Kramatorsk. Następnego lata przeniósł się do Nywy Tarnopol.

## Sukcesy i odznaczenia

### Sukcesy klubowe
- wicemistrz Pierwszej Lihi Ukrainy: 2009
- brązowy medalista Pierwszej Lihi Ukrainy: 2007, 2008